# تی.جی. دیلاشاو
تی. جی. دیلاشاو (انگلیسی: T.J. Dillashaw؛ زادهٔ ۷ فوریهٔ ۱۹۸۶) ورزشکار هنرهای رزمی ترکیبی اهل ایالات متحده آمریکا است. وی از سال ۲۰۱۰ میلادی تاکنون مشغول فعالیت بوده‌است.
دیلاشاو یک رزمی‌کار حرفه‌ای سابق آمریکایی است که در مسابقات قهرمانی مبارزه نهایی (سازمان یواف‌سی) شرکت می‌کرد، جایی که او دو بار قهرمان سابق یواف‌سی در وزن پایین بوده است.
دیلاشاو در فصل ۲۰۱۱ مسابقات جنگنده نهایی شرکت کرد. در سال ۲۰۱۴، او با شکست دادن رنان بارائو، که در ۳۲ مبارزه بدون شکست بود، عنوان قهرمانی یواف‌سی در وزن پایین را از آن خود کرد. دیلاشاو در سال ۲۰۱۶ با رأی داوران عنوان قهرمانی را به دومینیک کروز واگذار کرد و در سال ۲۰۱۷ آن را در مقابل کدی گاربرانت دوباره به دست آورد. او بعداً در سال ۲۰۱۹ پس از مثبت شدن آزمایش مواد مخدر برای یک ماده ممنوعه، اریتروپویتین، در آزمایش‌های دارویی برای مبارزه قهرمانی مگس وزن یواف‌سی در مقابل هنری سجودو، از کمربند قهرمانی محروم شد. او دو سال تعلیق دریافت کرد و در سال ۲۰۲۱ بازگشت و دوباره در سال ۲۰۲۲ برای قهرمانی خروس وزن تلاش کرد و سپس بازنشسته شد.